# Vietnams flagga
Vietnams flagga är röd med en gul femuddig stjärna i mitten. Flaggan antogs av Nordvietnam den 30 november 1955 och blev Vietnams flagga 2 juli 1976. Den har proportionerna 2:3.

## Symbolik
Den röda färgen är kommunismens färg, och symboliserar även de offer som självständighetskampen krävt. Den gyllene stjärnans fem uddar står för de fem samhällsklasser som tillsammans ska bygga socialismen: arbetare, bönder, akademiker, ungdomar och soldater.

## Färger
| Schema      | Röd         | Gul         |
| ----------- | ----------- | ----------- |
| Pantone     | 1788        | Yellow 116  |
| CMYK        | 0.88.88.11  | 0.0.100.0   |
| RGB         | (226,28,28) | (255,255,0) |
| HTML-färger | #E21C1C     | #FFFF00     |
| NCS         | S 1085 Y80R | S 0570 G70Y |

## Historik
Det moderna Vietnams flagga är i princip likadan som den flagga befrielserörelsen Vietminh använde under kampen för självständighet, och som senare antogs som republiken Nordvietnams flagga 1955. Efter Vietnamkriget hissades flaggan som det återförenade Vietnams nationsflagga den 2 juli 1976.

## Tidigare flaggor
Före kolonisationen användes en rad gula flaggor i Vietnam. Trungsystrarna förde en gul flagga i striderna mot Kina, och åtskilliga regentflaggor sedan dess har varit variationer på det gula temat. Under den franska kolonialtiden användes Frankrikes flagga i Franska Cochinkina.

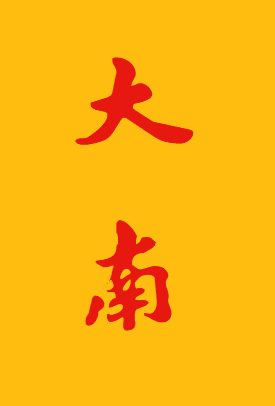
Vietnams flagga, Đại Nam kỳ 1885-1890
Vietnams flagga, Cờ Quẻ Càn 1890-1920
Vietnams flagga, Long tinh kỳ 1920-1945